# سینوزیت
سینوزیت که به عنوان رینوسینوزیت نیز شناخته می‌شود، التهاب غشاهای مخاطی است که سینوس‌ها را می‌پوشاند و منجر به علائمی می‌شود که ممکن است شامل مخاط غلیظ بینی، گرفتگی بینی و درد صورت باشد.
سینوزیت، وضعیتی است که هم کودکان و هم بزرگسالان را درگیر می‌کند. و توسط ترکیبی از عوامل خطر محیطی و سلامت فردی ایجاد می‌شود. سینوزیت معمولاً در افرادی با شرایط زمینه‌ای مانند آلرژی یا مشکلات ساختاری در بینی و در افرادی که ایمنی کمتری در برابر باکتری‌ها در بدو تولد دارند، رخ می‌دهد. عمدهٔ موارد ناشی از یک عفونت ویروسی است. عفونت ویروسی مسوول اکثر موارد است. اپیزودهای مکرر در افراد مبتلا به آسم، فیبروز کیستیک و عملکرد ضعیف ایمنی بیشتر رخ می‌دهد.
تشخیص سینوزیت بر اساس نشانه‌ها و طول مدت حضور آنها همراه با علائم بیماری بر اساس معیارهای endoscopic و/یا رادیولوژیکی است.criteria. سینوزیت به دو دسته سینوزیت حاد و سینوزیت مزمن طبقه‌بندی می‌شود. در سینوزیت حاد، نشانه‌ها کمتر از ۴ هفته طول می‌کشند، و در سینوزیت مزمن نشانه‌ها باید حداقل ۱۲ هفته وجود داشته باشند. در مراحل اولیه، پزشک گوش، حلق و بینی با استفاده از آندوسکوپی بینی، سینوزیت را تأیید می‌کند. تصویربرداری تشخیصی معمولاً در مرحلهٔ حاد مورد نیاز نیست، مگر اینکه مشکوک به عوارض باشد. در موارد مزمن، آزمایش تأییدی با مشاهدهٔ مستقیم یا توموگرافی کامپیوتری توصیه می‌شود.
برخی از موارد ممکن است با شست‌وشوی بینی، ایمن‌سازی و اجتناب از استعمال دخانیات پیشگیری شود. داروهای ضد درد مانند ناپروکسن، استروئیدهای بینی و شست‌وشوی بینی ممکن است برای کمک به علائم استفاده شوند. درمان اولیه توصیه شده برای سینوزیت حاد، انتظار آگاهانه است. اگر علائم در ۷ تا ۱۰ روز بهبود نیافت یا بدتر شد، ممکن است از آنتی‌بیوتیک استفاده شود یا تغییر یابد. در افرادی که آنتی‌بیوتیک در آن‌ها استفاده می‌شود، آموکسی‌سیلین یا آموکسی‌سیلین/کلاوولانات در خط اول توصیه می‌شود که آموکسی‌سیلین/کلاوولانات برتر از آموکسی‌سیلین به تنهایی اما با عوارض جانبی بیشتر است. جراحی ممکن است گهگاه در افراد مبتلا به بیماری مزمن یا در افرادی که طبق انتظار پزشک به داروها پاسخ نمی‌دهند، استفاده شود.
سینوزیت یک بیماری شایع است. که سالانه بین ۱۰ تا ۳۰ درصد از مردم را در ایالات متحده و اروپا تحت تأثیر قرار می‌دهد. سینوزیت مزمن حدود ۵/۱۲ درصد افراد را درگیر می‌کند. درمان سینوزیت در ایالات متحده بیش از ۱۱ میلیارد دلار هزینه دارد. درمان غیرضروری و بی‌اثر سینوزیت ویروسی با آنتی‌بیوتیک رایج است.

## علائم و نشانه‌ها
سردرد، درد صورت یا فشار خفیف، ثابت یا دردناک روی سینوس‌های آسیب‌دیده در هر دو مرحله حاد و مزمن سینوزیت رایج است. این درد معمولاً در سینوس درگیر موضعی است و ممکن است زمانی که فرد آسیب‌دیده خم شده یا دراز می‌کشد، بدتر شود. درد اغلب از یک طرف سر شروع شده و به هر دو طرف پیشرفت می‌کند. سینوزیت حاد ممکن است همراه با ترشح غلیظ بینی باشد که معمولاً به رنگ سبز است و ممکن است حاوی چرک یا خون باشد. اغلب، سردرد یا دندان درد موضعی وجود دارد و این علائم، سردرد مربوط به سینوس را از انواع دیگر سردردها مانند سردردهای تنشی و میگرنی متمایز می‌کند. راه دیگر برای تشخیص دندان درد و سینوزیت این است که درد در سینوزیت معمولاً با خم کردن سر به جلو و با مانور والسالوا بدتر می‌شود.
دیگر علائم مرتبط با رینوسینوزیت حاد شامل سرفه، خستگی، کاهش بویایی، نابویایی و پری یا فشار در گوش است.
عفونت سینوسی همچنین می‌تواند به دلیل احتقان مجاری بینی باعث مشکلات گوش میانی شود. این را می‌توان با سرگیجه، «سر تحت فشار قرار گرفته یا سنگین» یا احساس ارتعاش در سر نشان داد. ترشح پشت بینی نیز یکی از علائم رینوسینوزیت مزمن است.
هالیتوز (بدبویی دهان) اغلب به عنوان علامت رینوسینوزیت مزمن بیان می‌شود. با این حال، تکنیک‌های تجزیه‌وتحلیل استاندارد طلایی تنفس اعمال نشده است. از نظر تئوری، سازوکارهای احتمالی متعددی برای هالیتوز عینی و ذهنی ممکن است درگیر باشد.
یک بررسی در سال ۲۰۰۵ نشان داد که بیشتر «سردردهای سینوسی» میگرن هستند. این سردرگمی تا حدی به این دلیل رخ می‌دهد که میگرن شامل فعال شدن اعصاب سه قلو است که هم ناحیه سینوس و هم مننژهای اطراف مغز را عصب‌دهی می‌کنند. در نتیجه تعیین دقیق محلی که درد از آن سرچشمه می‌گیرد، دشوار است. افراد مبتلا به میگرن معمولاً دارای ترشحات غلیظ بینی که از علائم شایع عفونت سینوسی است، نیستند.
علائم سینوزیت مزمن ممکن است شامل احتقان بینی، درد صورت، سردرد، سرفه‌های شبانه، افزایش علائم آسم خفیف یا کنترل شدهٔ قبلی، ضعف عمومی، ترشحات سبز یا زرد غلیظ، احساس پری یا سفتی صورت باشد که ممکن است هنگام خم شدن بدتر شود، سرگیجه، دندان درد و بدبویی دهان باشند. اغلب، سینوزیت مزمن می‌تواند منجر به آنوسمی، از دست دادن حس بویایی، شود.

### بر اساس مکان درگیری
چهار سینوس پارانازال جفت عبارتند از سینوس‌های فرونتال، اتموئیدال، ماگزیلاری و اسفنوئیدال. سینوس‌های پرویزنی (اتموئید) بیشتر به سینوس‌های اتموئیدی قدامی و خلفی تقسیم می‌شوند که تقسیم‌بندی آن‌ها به‌عنوان تیغه قاعده‌ای شاخک میانی بینی تعریف می‌شود. علاوه بر شدت بیماری که در زیر به آن پرداخته می‌شود، سینوزیت را می‌توان بر اساس حفرهٔ سینوسی که تحت تأثیر قرار می‌دهد طبقه‌بندی کرد:
- فک بالا – می‌تواند باعث درد یا فشار در ناحیه فک بالا (گونه) شود (به عنوان مثال، دندان درد،[۲۱] یا سردرد) (J01.1/J۳۲٫۱)
- فرونتال – می‌تواند باعث درد یا فشار در حفره سینوس فرونتال (واقع در بالای چشم)، سردرد، به ویژه در پیشانی شود (J01.1/J۳۲٫۱)
- اتموئیدال – می‌تواند باعث درد یا درد فشاری بین/پشت چشم‌ها، طرفین قسمت بالای بینی (چشم‌گوشه داخلی) و سردرد شود (J01.2/J32.2).[۲۷]
- اسفنوئیدال – می‌تواند باعث درد یا فشار در پشت چشم شود، اما اغلب در بالای سر، روی زوائد ماستوئید یا پشت سر احساس می‌شود.[۲۷]

### عوارض
| مرحله | توصیف                       |
| ----- | --------------------------- |
| I     | سلولیت پیش‌سپتال             |
| II    | سلولیت اربیتال              |
| III   | آبسهٔ ساب‌پریوستئال           |
| IV    | آبسهٔ اربیتال                |
| V     | ترومبوز سپتیک سینوس کاورنوس |

تصور می‌شود که عوارض نادر باشد (۱ مورد در هر ۱۰ هزار).
نزدیکی مغز به سینوس‌ها خطرناک‌ترین عارضه سینوزیت را ایجاد کرده که به‌ویژه سینوس‌های فرونتال و اسفنوئید را درگیر می‌کند. عفونت مغز با هجوم باکتری‌های بی‌هوازی از طریق استخوان‌ها یا رگ‌های خونی ایجاد می‌شود. ممکن است آبسه، مننژیت و دیگر شرایط تهدید کنندهٔ حیات ایجاد شود. در موارد شدید، بیمار ممکن است دچار تغییرات شخصیتی خفیف، سردرد، تغییر هوشیاری، مشکلات بینایی، تشنج، کما و احتمالاً مرگ شود.
عفونت سینوسی می‌تواند از طریق وریدهای بازپیوندی یا با گسترش مستقیم به ساختارهای بسته گسترش یابد. عوارض چشمی توسط Chandler و همکاران به پنج مرحله با توجه به شدت آن‌ها طبقه‌بندی شد (به جدول مراجعه کنید). گسترش پیوسته به کاسهٔ چشم ممکن است منجر به سلولیت اطراف چشم، آبسه زیر پریوستئال، سلولیت اربیتال و آبسه شود. اگر ترومبوفلبیت وریدهای اتموئیدی قدامی و خلفی باعث گسترش عفونت به طرف جانبی یا اربیتال هزارتوی اتموئیدی شود، سلولیت کاسهٔ چشم می‌تواند اتموئیدیت حاد را عارضه‌دار کند. سینوزیت ممکن است به سیستم عصبی مرکزی گسترش یابد، جایی که ممکن است باعث ترومبوز سینوس کاورنوس، مننژیت پس‌رونده و آبسه‌های اپیدورال، ساب دورال و مغزی شود. علائم کاسهٔ چشم اغلب قبل از گسترش داخل جمجمه‌ای عفونت است. سایر عوارض عبارتند از سینوبرونشیت، استئومیلیت فک بالا و استئومیلیت استخوان پیشانی. استئومیلیت استخوان پیشانی اغلب از ترومبوفلبیت در حال گسترش منشأ می‌گیرد. پریوستیت سینوس فرونتال باعث التهاب استخوان (استئیت) و پریوستیت غشای خارجی شده که باعث ایجاد تورم حساس به لمس و پف‌آلود پیشانی می‌شود.
تشخیص این عوارض را می‌توان با توجه به حساسیت موضعی و درد مبهم و با سی تی اسکن و ایزوتوپ هسته‌ای تأیید کرد. شایع‌ترین علل میکروبی، باکتری‌های بی‌هوازی و استافیلوکوکوس اورئوس هستند. درمان شامل انجام تخلیه جراحی و تجویز درمان ضد میکروبی است. دبریدمان جراحی به ندرت پس از یک دوره طولانی درمان ضدمیکروبی تزریقی مورد نیاز است. عفونت‌های مزمن سینوسی ممکن است منجر به تنفس دهانی شوند که می‌تواند منجر به خشکی دهان و افزایش خطر ابتلا به التهاب لثه شود. داروهای ضد احتقان نیز ممکن است باعث خشکی دهان شوند.
اگر عفونت ادنتوژنیک یا عارضه یک روش دندانپزشکی سینوس ماگزیلاری را درگیر کند، ممکن است سینوزیت ادنتوژنیک (odontogenic sinusitis; ODS) ایجاد شود. سینوزیت ادنتوژنیک اغلب می‌تواند به سایر سینوس‌ها مانند سینوس اتموئید، فرونتال و (در موارد کمتر) اسفنوئید و حتی به حفره بینی طرف مقابل گسترش یابد. در موارد نادر، این عفونت‌ها ممکن است کاسهٔ چشم را درگیر کرده و باعث سلولیت کاسهٔ چشم شود که به‌نوبه‌خود منجر به نابینایی شود، یا عوارض سیستم عصبی مرکزی را مانند مننژیت، آمپیم ساب‌دورال، آبسهٔ مغزی و ترومبوز سینوس کاورنوس را که تهدید کنندهٔ حیات باشد، ایجاد کند.
عفونت حفرهٔ چشم از عوارض نادر سینوزیت اتموئید است که ممکن است منجر به از دست دادن بینایی شود و با تب و بیماری شدید همراه باشد. یکی دیگر از عارضه‌های احتمالی عفونت استخوان پیشانی و سایر استخوان‌های صورت – Pott's puffy tumor است.
جعبهٔ صدا نیز می‌تواند آلوده شود و منجر به التهاب حنجره شود. این می‌تواند منجر به گرفتگی صدا، تغییر صدا، درد در گلو، درد هنگام صحبت کردن، صدای نامفهوم، سرفهٔ خشک و تب شود.

## علل

### حاد
سینوزیت حاد معمولاً توسط یک عفونت زودرس دستگاه تنفسی فوقانی، عموماً با منشأ ویروسی که عمدتاً توسط راینوویروس‌ها (با RVA و RVC که عفونت شدیدتر از RVB ایجاد می‌کنند)، کروناویروس‌ها و ویروس‌های آنفلوآنزا، سایرین ناشی از آدنوویروس‌ها، ویروس‌های پارا-آنفلوآنزای انسانی، ویروس سین‌سیشیال تنفسی انسانی، انتروویروس‌ها غیر از راینوویروس‌ها و متاپنوموویروس ایجاد شوند. اگر عفونت منشأ باکتریایی داشته باشد، شایع‌ترین عوامل ایجاد کننده عبارتند از: استرپتوکوک پنومونیه (۳۸ درصد)، هموفیلوس آنفلوانزا (۳۶ درصد) و موراکسلا کاتارالیس (۱۶ درصد). تا همین اواخر، هموفیلوس آنفلوانزا شایع‌ترین عامل باکتریایی بود که باعث عفونت سینوسی می‌شد. با این حال، معرفی واکسن هموفیلوس آنفلوانزا ی نوع B (H. influenzae type B; Hib) این عفونت‌ها را به‌طور چشمگیری کاهش داده و در حال حاضر هموفیلوس آنفلوانزا non-typeable (non-typable H. influenza; NTHI) عمدتاً در کلینیک‌ها دیده می‌شود. سایر پاتوژن‌های باکتریایی ایجاد کنندهٔ سینوزیت شامل استافیلوکوکوس اورئوس و دیگر گونه‌های استرپتوکوک، باکتری‌های بی‌هوازی و کمتر رایج، باکتری‌های گرم منفی هستند. سینوزیت ویروسی معمولاً ۷ تا ۱۰ روز طول می‌کشد.
اپیزودهای حاد سینوزیت نیز می‌تواند ناشی از تهاجم قارچ باشد. این عفونت‌ها معمولاً در افراد مبتلا به دیابت یا سایر نقص‌های ایمنی (مانند ایدز یا پیوندی روی داروهای سرکوب‌کنندهٔ سیستم ایمنی و ضد رد پیوند) دیده شده و می‌توانند تهدید کنندهٔ حیات باشند. در دیابت نوع I، کتواسیدوز می‌تواند با سینوزیت ناشی از موکورمایکوز همراه باشد.

### مزمن
طبق تعریف، سینوزیت مزمن بیش از ۱۲ هفته طول کشیده و می‌تواند توسط بسیاری از بیماری‌های مختلف ایجاد شود که التهاب مزمن سینوس‌ها به عنوان یک علامت مشترک است. این وضعیت به دو دسته با پولیپ و بدون پولیپ تقسیم می‌شود. هنگامی که پولیپ وجود دارد، سینوزیت هیپرپلاستیک مزمن نامیده می‌شود. با این حال، علل کافی شناخته نشده است. ممکن است با اختلالات آناتومیک، از جمله انحراف تیغه بینی و وجود بولوزای شاخک بینی (هوادار شدن شاخک میانی) که خروج مخاط را مهار کرده، یا با رینیت آلرژیک، آسم، فیبروز کیستیک و عفونت‌های دندانی ایجاد شود.
رینوسینوزیت مزمن نشان‌دهندهٔ یک اختلال التهابی چندعاملی است، نه صرفاً یک عفونت باکتریایی پایدار. مدیریت طبی رینوسینوزیت مزمن اکنون بر کنترل التهابی متمرکز شده که افراد را مستعد انسداد کرده و بروز عفونت‌ها را کاهش می‌دهد. اگر داروها مؤثر نباشند، ممکن است به جراحی نیاز باشد.
تلاش‌هایی برای ارایه یک نام‌گذاری منسجم‌تر برای زیرگروه‌های سینوزیت مزمن انجام شده است. وجود ائوزینوفیل‌ها در پوشش مخاطی بینی و سینوس‌های پارانازال برای بسیاری از افراد نشان داده شده و به آن رینوسینوزیت موسین ائوزینوفیلیک (eosinophilic mucin rhinosinusitis; EMRS) گفته می‌شود. موارد EMRS ممکن است مربوط به یک پاسخ آلرژیک باشد، اما آلرژی اغلب ثبت نشده است که منجر به تقسیم‌بندی بیشتر به EMRS آلرژیک و غیرآلرژیک می‌شود.
پیشرفت‌های جدیدتر و هنوز مورد بحث در سینوزیت مزمن، نقشی است که قارچ‌ها در این بیماری ایفا می‌کنند. اینکه آیا قارچ‌ها عامل قطعی در ایجاد سینوزیت مزمن هستند یا نه، مشخص نیست، و اگر هستند، تفاوت بین کسانی که به این بیماری مبتلا می‌شوند و کسانی که بدون علائم باقی می‌مانند، چیست. کارآزمایی‌های درمان‌های ضدقارچی نتایج متفاوتی داشته است.
نظریه‌های اخیر سینوزیت نشان می‌دهند که اغلب به عنوان بخشی از طیفی از بیماری‌هایی که بر دستگاه تنفسی تأثیر می‌گذارند (یعنی نظریه «یک راه هوایی») رخ داده و اغلب با آسم مرتبط است.
هم استعمال دخانیات و هم دود سیگار با رینوسینوزیت مزمن مرتبط هستند.
بیماری‌های دیگری مانند فیبروز کیستیک و گرانولوماتوز همراه با پلی‌آنژیت نیز می‌توانند باعث سینوزیت مزمن شوند.

### سینوس ماگزیلاری
سینوزیت ماگزیلاری نیز ممکن است از مشکلات دندان ایجاد شود و این موارد در یک مطالعه حدود ۴۰ درصد و در مطالعه دیگر ۵۰ درصد محاسبه شد. علت این وضعیت معمولاً عفونت پری‌آپیکال یا پیرادندانی دندان خلفی فک بالا است که در آن ترشحات التهابی از طریق استخوان به سمت بالا ساییده شده و به سینوس ماگزیلاری تخلیه شده است.
تخمین زده می‌شود که ۰٫۵ تا ۲٫۰ درصد از رینوسینوزیت ویروسی (viral rhinosinusitis; VRS) در بزرگسالان و ۵ تا ۱۰ درصد در کودکان به عفونت‌های باکتریایی تبدیل می‌شود.

## پاتوفیزیولوژی
رینوسینوزیت مزمن یک فرایند چندعاملی است که فرض می‌شود ناشی از فرایندهای التهابی ایجاد شده توسط اختلال عملکرد بین میزبان و تعاملات محیطی باشد. این بیماری به دو فنوتیپ تقسیم می‌شود که به وجود یا عدم وجود پولیپ بینی بستگی دارد.رینوسینوزیت مزمن با پولیپ بینی و رینوسینوزیت مزمن بدون پولیپ بینی دو مسیر التهابی متفاوت دارند، که نوع دوم توسط پاسخ Th1 و مورد نخست با پاسخ Th2 هدایت می‌شوند.هر دو مسیر منجر به افزایش در مولکول‌های التهابی (سیتوکین‌ها) می‌شوند. پاسخ Th1 با ترشح اینترفرون گاما مشخص می‌شود. پاسخ Th2 با ترشح گیرنده اینترلوکین-۴، اینترلوکین-۵ و اینترلوکین-۱۳ مشخص می‌شود.

## تشخیص

### طبقه‌بندی

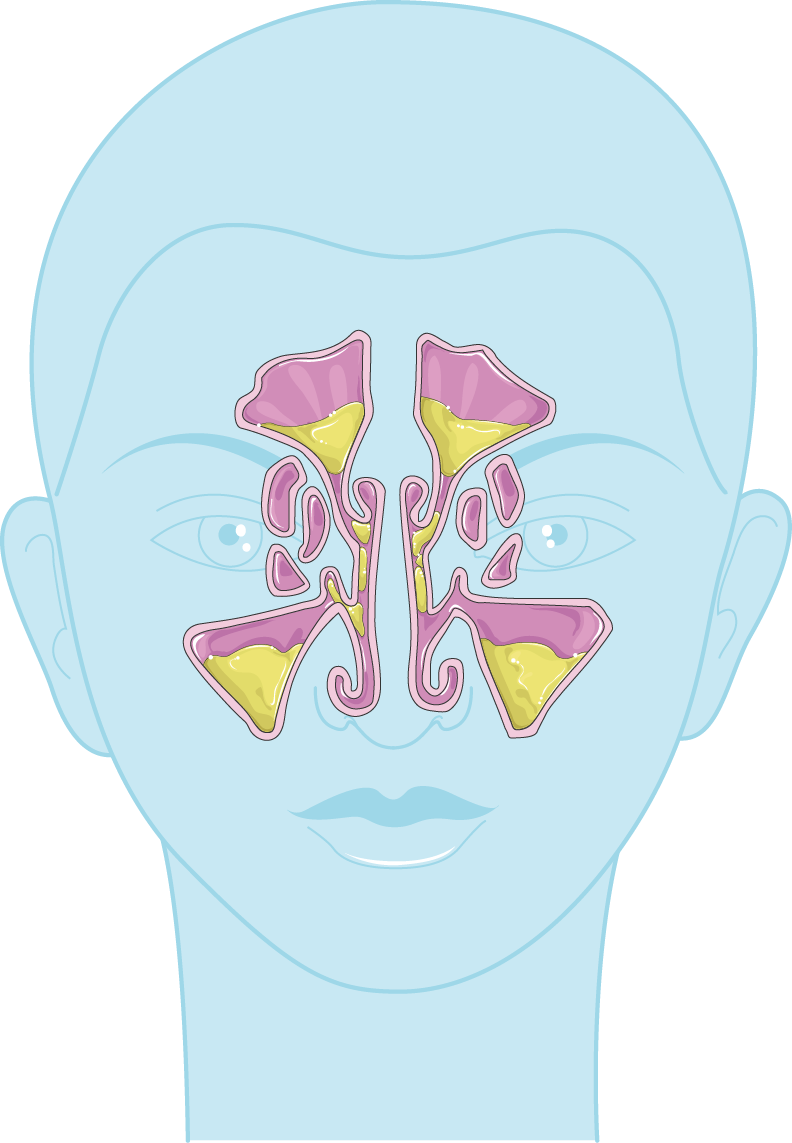
تصویری که سینوزیت را نشان می‌دهد، به مایع موجود در سینی توجه کنید.

سینوزیت (یا رینوسینوزیت) به عنوان التهاب غشای مخاطی که سینوس‌های پارانازال را می‌پوشاند، تعریف می‌شود و از نظر زمانی به چند دسته طبقه‌بندی می‌شود:
- سینوزیت حاد - یک عفونت جدید که ممکن است تا چهار هفته طول بکشد و می‌تواند به‌طور علامتی به شدید و غیر شدید تقسیم شود. برخی از تعاریف تا ۱۲ هفته استفاده می‌کنند.[۱]
- سینوزیت حاد مکرر - چهار یا بیشتر اپیزود کامل سینوزیت حاد که در عرض یک سال رخ می‌دهد
- سینوزیت تحت حاد - عفونتی که بین ۴ تا ۱۲ هفته طول کشیده و نشان‌دهندهٔ انتقال بین عفونت حاد و مزمن است.
- سینوزیت مزمن - زمانی که علائم و نشانه‌ها بیش از ۱۲ هفته طول بکشد.[۱]
- تشدید حاد سینوزیت مزمن - زمانی که علائم و نشانه‌های سینوزیت مزمن تشدید شده، اما پس از درمان به حالت اولیه بازمی‌گردد.

تقریباً ۹۰ درصد از بزرگسالان در مقطعی از زندگی خود سینوزیت داشته‌اند.

### حاد
ارایه‌دهندگان مراقبت‌های سلامت سینوزیت باکتریایی و ویروسی را با انتظار آگاهانه تشخیص می‌دهند. اگر فردی کمتر از ۱۰ روز سینوزیت داشته باشد بدون اینکه علائم بدتر شود، عفونت ویروسی فرض می‌شود. هنگامی که علائم بیش از ۱۰ روز طول بکشد یا در آن زمان بدتر شود، عفونت به عنوان سینوزیت باکتریایی در نظر گرفته می‌شود. درد در دندان و بوی بد دهان نیز بیشتر نشان دهندهٔ بیماری باکتریایی است.
معمولاً تصویربرداری با اشعهٔ ایکس، CT یا MRI توصیه نمی‌شود مگر اینکه عوارضی ایجاد شود. گاهی درد ناشی از سینوزیت با درد ناشی از پالپیت (دندان درد) دندان‌های فک بالا اشتباه گرفته می‌شود و بالعکس. به‌طور کلاسیک، افزایش درد هنگام خم کردن سر به جلو، سینوزیت را از پالپیت متمایز می‌کند.
برای موارد سینوزیت فک بالا، تصویربرداری CBCT با میدان محدود، در مقایسه با رادیوگرافی پری‌آپیکال، توانایی تشخیص دندان‌ها را به عنوان منبع سینوزیت بهبود می‌بخشد. تصویر CT تاج نیز ممکن است مفید باشد.

### مزمن
برای سینوزیت که بیش از ۱۲ هفته طول کشیده، سی‌تی اسکن توصیه می‌شود. در سی‌تی اسکن، ترشحات حاد سینوس دارای دانسیته رادیویی ۱۰ تا ۲۵ واحد هانسفیلد (Hounsfield units; HU) هستند، اما در حالت مزمن‌تر، چسبناک‌تر شده، با چگالی پرتویی ۳۰ تا ۶۰ HU.
آندوسکوپی بینی و علائم بالینی نیز برای تشخیص مثبت استفاده می‌شود. نمونه بافتی برای بافت‌شناسی و کشت نیز می‌تواند جمع‌آوری و آزمایش شود. آندوسکوپی بینی شامل قرار دادن یک لوله فیبر نوری منعطف با نور و دوربین در نوک آن برای بررسی مجرای بینی و سینوس‌ها است.
عفونت‌های سینوسی، اگر منجر به دندان درد شوند، معمولاً با درد بیش از یکی از دندان‌های بالایی ظاهر می‌شوند، در حالی که دندان درد معمولاً شامل یک دندان می‌شود. معاینهٔ دندانپزشکی و رادیوگرافی مناسب در رد کردن درد از دندان کمک می‌کند.

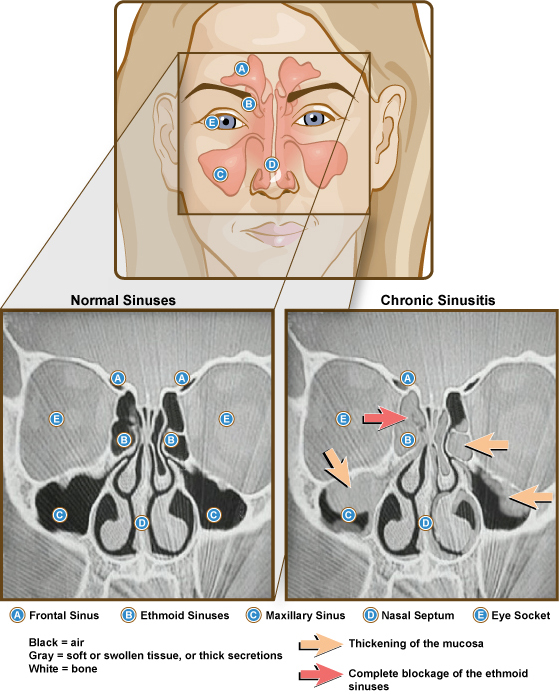
سی‌تی سینوزیت مزمن
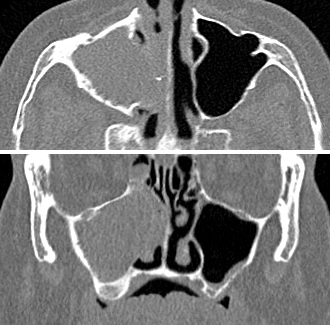
سی‌تی اسکن سینوزیت مزمن، نشان‌دهندهٔ سینوس ماگزیلاری پر شده با استخوان ضخیم اسکلروتیک
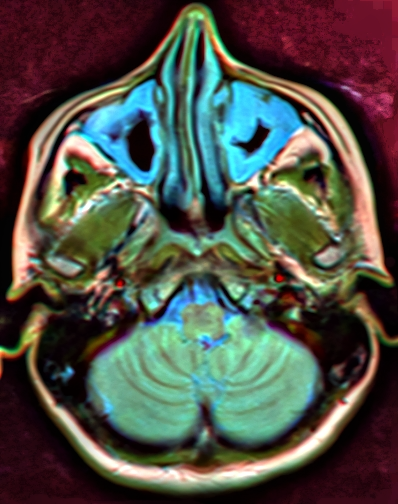
تصویر MRI که سینوزیت را نشان می‌دهد. ادم و ضخیم شدن مخاط در هر دو سینوس ماگزیلاری ظاهر می‌شود.
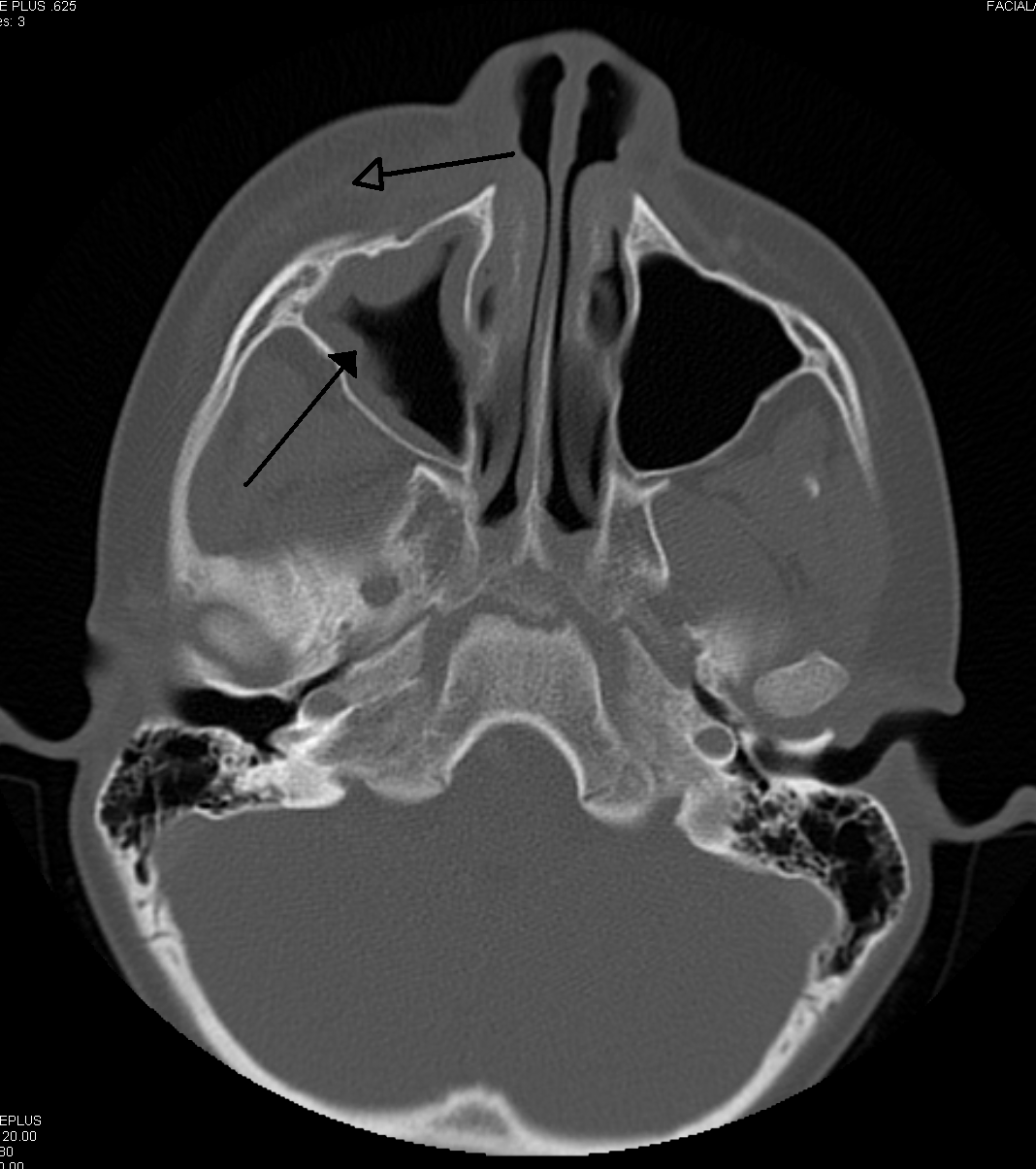
سینوزیت ماگزیلاری ناشی از عفونت دندان همراه با سلولیت اطراف چشم
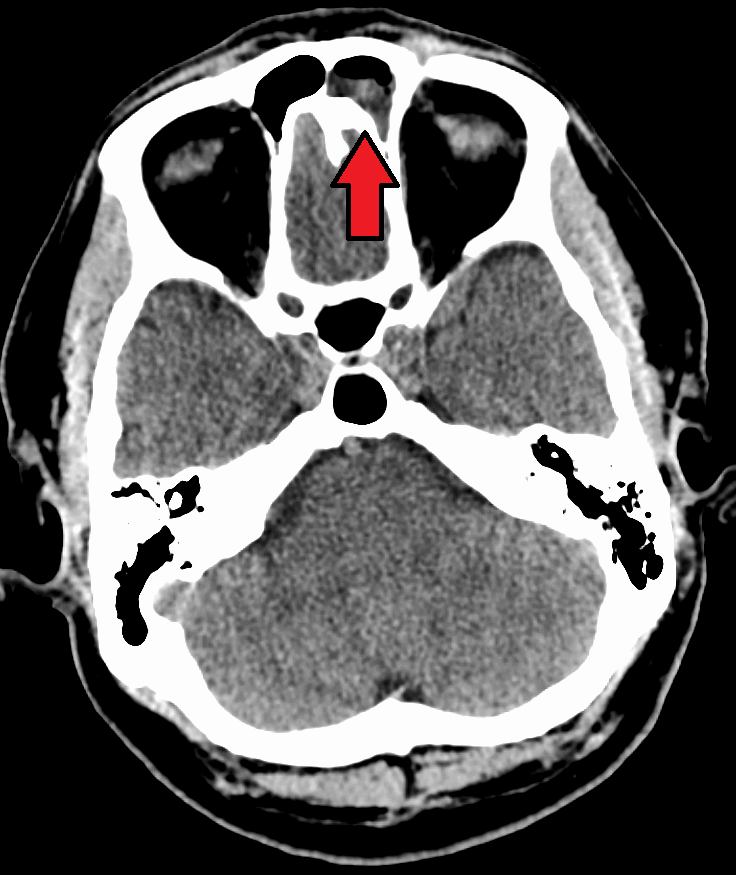
سینوزیت فرونتال
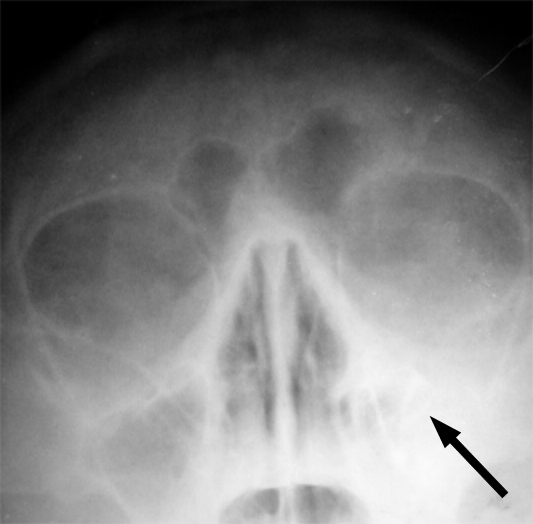
رادیوگرافی سینوزیت ماگزیلاری سمت چپ که با فلش مشخص شده است. عدم شفافیت هوا نشان‌دهندهٔ وجود مایع در مقایسه با طرف دیگر است.

## درمان
درمان‌های توصیه شده برای اکثر موارد سینوزیت شامل استراحت و نوشیدن آب کافی برای رقیق شدن مخاط است. آنتی‌بیوتیک برای اکثر موارد توصیه نمی‌شود.
تنفس بخار با دمای پایین مانند دوش آب گرم یا غرغره کردن می‌تواند علائم را تسکین دهد. شواهد آزمایشی برای شست‌وشوی بینی در سینوزیت حاد، به عنوان مثال در هنگام عفونت‌های دستگاه تنفسی فوقانی وجود دارد. اسپری‌های ضد احتقان بینی حاوی اکسی‌متازولین ممکن است تسکین‌دهنده باشند، اما این داروها نباید بیش از دورهٔ توصیه شده استفاده شوند. استفادهٔ طولانی‌تر ممکن است باعث سینوزیت برگشتی شود. مشخص نیست که شست‌وشوی بینی، آنتی‌هیستامین‌ها یا داروهای ضد احتقان در کودکان مبتلا به سینوزیت حاد مؤثر است یا نه. شواهد روشنی وجود ندارد که عصاره‌های گیاهی مانند نگون‌سار (Cyclamen europaeum) به عنوان یک شست‌وشوی داخل بینی برای درمان سینوزیت حاد مؤثر باشد. شواهد در مورد اینکه درمان‌های ضدقارچی علائم یا کیفیت زندگی را بهبود می‌بخشد یا خیر، قطعی نیست.

### آنتی‌بیوتیک‌ها
بیشتر موارد سینوزیت توسط ویروس‌ها ایجاد شده و بدون آنتی‌بیوتیک برطرف می‌شوند. با این حال، اگر علائم در عرض ۱۰ روز برطرف نشدند، آموکسی‌سیلین یا آموکسی‌سیلین/کلاوولانات آنتی‌بیوتیک‌های معقولی برای اولین درمان هستند که آموکسی‌سیلین/کلاوولانات کمی برتر از آموکسی‌سیلین به تنهایی اما با عوارض جانبی بیشتری است. با این حال، یک مرور کاکرین در سال ۲۰۱۸، هیچ شواهدی را پیدا نکرد مبنی بر اینکه علائم افرادی که هفت روز یا بیشتر قبل از مشورت با پزشکشان طول می‌کشد، بیشتر در معرض ابتلا به سینوزیت باکتریایی هستند، زیرا یک مطالعه نشان داد که علائم حدود ۸۰ درصد از بیماران بیش از ۷ روز طول می‌کشند و دیگری در حدود ۷۰ درصد. آنتی‌بیوتیک‌ها به‌طور خاص در بیماران مبتلا به بیماری خفیف/متوسط در هفتهٔ اول عفونت به دلیل خطر عوارض جانبی، مقاومت آنتی‌بیوتیکی و هزینه توصیه نمی‌شود.
فلوروکینولون‌ها و یک آنتی‌بیوتیک ماکرولید جدیدتر مانند کلاریترومایسین یا یک تتراسایکلین مانند داکسی‌سایکلین در کسانی که حساسیت شدید به پنی‌سیلین دارند، استفاده می‌شود. به دلیل افزایش مقاومت به آموکسی‌سیلین، دستورالعمل سال ۲۰۱۲ انجمن بیماری‌های عفونی آمریکا، آموکسی‌سیلین-کلاوولانات را به عنوان درمان اولیهٔ انتخابی برای سینوزیت باکتریایی توصیه می‌کند. این دستورالعمل‌ها همچنین به دلیل افزایش مقاومت آنتی‌بیوتیکی، دیگر آنتی‌بیوتیک‌های رایج را از جمله آزیترومایسین، کلاریترومایسین و تری‌متوپریم/سولفامتوکسازول توصیه می‌کنند. FDA استفاده از فلوروکینولون‌ها را، زمانی که گزینه‌های دیگر در دسترس هستند به دلیل خطرات بالاتر عوارض جانبی جدی توصیه نمی‌کند.
به نظر می‌رسد یک دورهٔ کوتاه (۳ تا ۷ روز) آنتی‌بیوتیک به همان اندازهٔ دورهٔ طولانی‌تر معمول (۱۰ تا ۱۴ روز) برای افرادی که سینوزیت حاد باکتریایی بالینی دارند، بدون هیچ‌گونه بیماری شدید یا عوامل پیچیدهٔ دیگر، مؤثر است. دستورالعمل IDSA پیشنهاد می‌دهد که مصرف ۵ تا ۷ روز آنتی‌بیوتیک برای درمان عفونت باکتریایی بدون ایجاد مقاومت کافی است. دستورالعمل‌ها همچنان توصیه می‌کنند که کودکان به مدت ده روز تا دو هفته درمان آنتی‌بیوتیکی را دریافت کنند.

### کورتیکواستروئیدها
در مورد سینوزیت حاد تأیید نشده، اسپری‌های بینی با استفاده از کورتیکواستروئیدها به تنهایی یا در ترکیب با آنتی‌بیوتیک‌ها بهتر از دارونما نیستند. برای موارد تأیید شده توسط رادیولوژی یا آندوسکوپی بینی، درمان با کورتیکواستروئیدهای داخل بینی به تنهایی یا همراه با آنتی‌بیوتیک‌ها حمایت می‌شود. اما مزیت آن اندک است.
برای رینوسینوزیت مزمن تأیید شده، شواهد محدودی مبنی بر بهبودی علائم با استروئیدهای داخل بینی به دست آمده و شواهد کافی مبنی بر مؤثرتر بودن یک نوع استروئید وجود ندارد.
فقط شواهد محدودی برای حمایت از درمان کوتاه‌مدت با کورتیکواستروئیدهای خوراکی برای رینوسینوزیت مزمن همراه با پولیپ بینی وجود دارد. شواهد محدودی برای حمایت از کورتیکواستروئیدهای خوراکی در ترکیب با آنتی‌بیوتیک‌ها برای سینوزیت حاد وجود دارد. این اثر فقط در کوتاه‌مدت در بهبودی علائم نشان داده شد.

### جراحی
برای سینوزیت با منشأ دندانی، درمان بر حذف عفونت و جلوگیری از عفونت مجدد، با حذف میکروارگانیسم‌ها، محصولات جانبی آن‌ها و بقایای پالپ از کانال ریشه عفونی متمرکز است. آنتی‌بیوتیک‌های سیستمیک به عنوان یک راه‌حل قطعی بی‌اثر هستند، اما ممکن است با بهبود پاکسازی سینوس، علائم را به‌طور موقت تسکین دهند و ممکن است برای عفونت‌های سریع در حال گسترش مناسب باشند، اما دبریدمان و ضدعفونی کردن سیستم کانال ریشه به‌طور همزمان ضروری است. گزینه‌های درمانی شامل درمان غیر جراحی کانال ریشه، جراحی پری‌رادیکولار، کاشت مجدد دندان یا کشیدن دندان عفونی است. گزینه‌های درمانی شامل درمان کانال ریشه به صورت غیر جراحی، جراحی پری‌رادیکولار، جاگذاری دوباره ریشه، یا کشیدن ریشه عفونی، هستند.
برای سینوزیت مزمن یا عود کننده، ارجاع به متخصص گوش، حلق و بینی ممکن است اندیکاسیون داشته باشد و گزینه‌های درمانی ممکن است شامل جراحی بینی باشند. جراحی فقط باید برای افرادی در نظر گرفته شود که با دارو سود نمی‌برند یا مبتلا به سینوزیت قارچی غیرتهاجمی باشند. مشخص نیست که مزایای جراحی در مقایسه با درمان‌های طبی در مبتلایان به پولیپ بینی چگونه بوده است، چون این مورد مطالعه‌ای انجام نشده است
تعدادی از روش‌های جراحی را می‌توان برای دسترسی به سینوس‌ها استفاده کرد و این روش‌ها عموماً از رویکردهای خارجی/خارج بینی به روش‌های آندوسکوپی داخل بینی تغییر یافته‌اند. مزیت جراحی فانکشنال آندوسکوپیک سینوس (functional endoscopic sinus surgery; FESS) توانایی آن در ایجاد یک رویکرد هدفمندتر به سینوس‌های آسیب‌دیده، کاهش اختلالات بافتی و به حداقل رساندن عوارض پس از عمل است. با این حال، اگر یک FESS سنتی با تکنیک Messerklinger دنبال شود، میزان موفقیت به ۳۰ درصد کاهش یافته و ۷۰ درصد از بیماران گرایش به عود در عرض ۳ سال دارند. از طرف دیگر با استفاده از تکنیک TFSE همراه با سیستم مسیریابی، دبریدرها و سینوپلاستی با بالون یا EBS می‌توانند میزان موفقیت بیش از ۹۹٫۹ درصد را داشته باشند. استفاده از استنت‌های شست‌وشو دهنده‌ی دارو مانند پروپل مومتازون فوروات ایمپلنت ممکن است به بهبودی پس از جراحی کمک کنند.
روش دیگری که اخیراً توسعه یافته، سینوپلاستی با بالون است. این روش، مشابه آنژیوپلاستی با بالون که برای «بازکردن انسداد» عروق قلب استفاده می‌شود، از بالون در تلاش برای گسترش دهانهٔ سینوس‌ها به روشی کمتر-تهاجمی استفاده می‌کند. اثربخشی روش اتساع بالون آندوسکوپی عملکردی در مقایسه با FESS معمولی مشخص نیست.
هیستوپاتولوژی محتویات سینوس خارج شده از جراحی می‌تواند از نظر تشخیصی ارزشمند باشد:

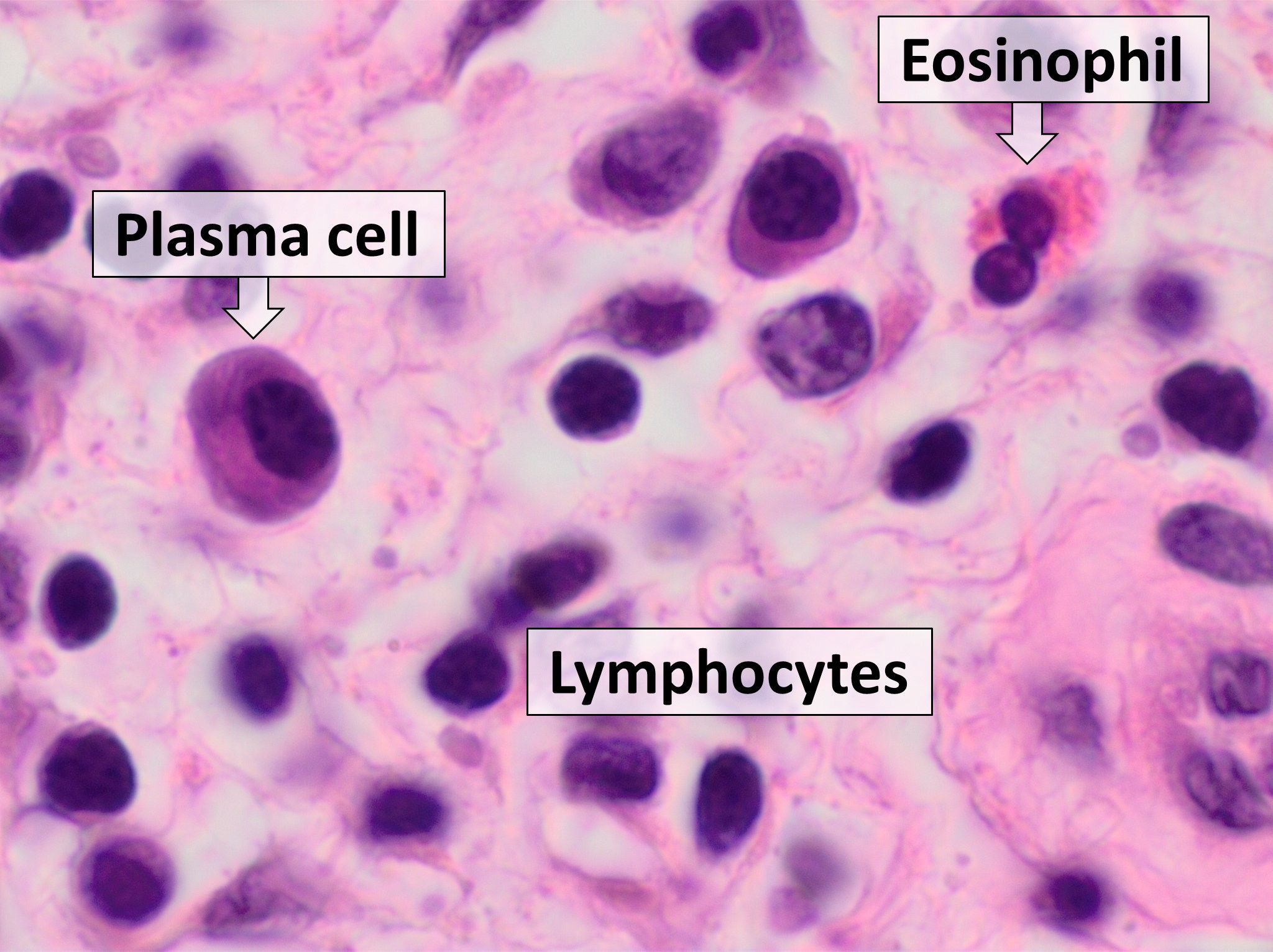
التهاب حاد که با نوتروفیل‌ها مشخص می‌شود.
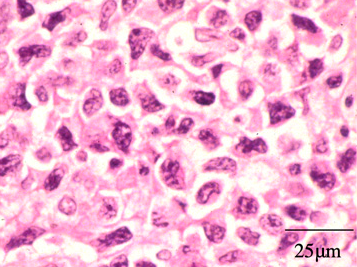
لنفوم سلول NK/T خارج گره، نوع بینی.[۹۴] ممکن است تصادفاً در افرادی که برای سینوزیت تحت عمل جراحی قرار می‌گیرند، کشف شود.

### درمان‌هایی انجام شده برای عفونت راینوویروس
یک مطالعه نشان داد شدت بیماری در بیمارانی که فرمول اسپری ۰٫۷۳ میلی‌گرم ترماکامرا (گیرنده محلول چسبندگی بین سلولی ۱ [intercellular adhesion molecule 1; ICAM-۱] را دریافت کردند، کاهش یافت.

## پیش‌آگهی
یک بررسی در سال ۲۰۱۸ نشان داد که بدون استفاده از آنتی‌بیوتیک، حدود ۴۶ درصد پس از یک هفته و ۶۴ درصد پس از دو هفته بهبود یافتند.

## همه‌گیرشناسی
سینوزیت یک بیماری شایع است و سالانه بین ۲۴ تا ۳۱ میلیون مورد در ایالات متحده رخ می‌دهد. سینوزیت مزمن تقریباً ۱۲٫۵ درصد افراد را تحت تأثیر قرار می‌دهد.

## پژوهش
بر اساس نظریه‌های اخیر در مورد نقشی که قارچ‌ها ممکن است در ایجاد سینوزیت مزمن ایفا کنند، درمان‌های ضدقارچی به صورت آزمایشی استفاده شده‌اند. این کارآزمایی‌ها نتایج متفاوتی داشته‌اند.